# جيافيرا ديل مونتيلو
جيافيرا ديل مونتيلو (بالإيطالية: Giavera del Montello)‏ هي بلدية في مقاطعة تريفيزو بمنطقة فنيتة، شمال إيطاليا. تقع على بعد 40 كيلومترًا (25 ميلًا) شمال غرب مدينة البندقية، و15 كيلومترًا (9 ميلًا) شمال غرب تريفيزو.